# Hatínský buk
Hatínský buk (také buk u Holné, nebo buk u rybníka Velká Holná) byl druhým největším památným bukem Třeboňska v Hatíně v okrese Jindřichův Hradec. Rostl jižně od hráze rybníka Holná u Hatína. Specifikem stromu byl jeho pravidelně kroucený mohutný kmen. V 90. letech 20. století se jeho stav začal prudce horšit vlivem houbového onemocnění. V roce 2005 byl kmen ze západní strany již bez kůry, mnoho větví olámaných a dutina na četných místech otevřená. Na podzim téhož roku opadal dříve než ostatní stromy a dožil. Torzo bylo v roce 2009 v havarijním stavu, a proto byla ochrana ukončena.

## Základní údaje
- název: Hatínský buk, buk u rybníka Holná
- výška: 30 m (1981, 1996)[1][3], 25 m (2005)[4]
- obvod: 460 cm (1981)[3], 470 cm (1988)[1], 472 cm (1996)[3], 482 cm (2005)[4]
- věk: 150 let[4]
- zdravotní stav: 2 (1981)[3], 4 (1996)[3]
- souřadnice: 49°7'52.51"N, 14°52'1.53"E

## Památné a významné stromy v okolí
- Hatínský klen (zanikl roku 2003)
- Jemčinská lípa (zanikla roku 2006)
- Jemčinský dub
- Jemčinská alej
- Veledub
- Duby u Zadního dvora